# Senotherapeutika
Senotherapeutika sind Substanzen, die als mögliche Mittel zur gezielten Bekämpfung der Zellalterung erforscht werden. Seneszenz ist ein veränderter Zellzustand, der mit dem Altern und altersbedingten Erkrankungen einhergeht. Der Name leitet sich von der Absicht des vorgeschlagenen Medikaments ab, das Alter zu therapieren. Bisher gibt es keine zugelassenen Arzneimittel und keine Nachweise über eine altersaufhaltende Wirkung. 2018 rekrutierte die US-Firma Unity Biotechnology Probanden für eine erste klinische Studie zur Testung von UBX0101, einem möglichen Senotherapeutikum für Patienten mit Arthrose.
Verschiedene Substanzen mit unterschiedlichen Angriffspunkten werden als potentielle Senotherapeutika gesehen:
- Geroprotektoren (im engeren Sinne):  Mittel/Strategien, die den Alterungsprozess verhindern oder umkehren, indem sie Auslöser zellulärer Seneszenz blockieren oder verhindern, wie z. B. DNA-Schäden,[3][4][5] oxidativer Stress[6] proteotoxischer Stress,[7] Telomerverkürzung[8] (diese kann z. B. durch Telomerase-Aktivatoren rückgängig gemacht werden).
- SASP-Inhibitoren:  Mittel, die die Produktion des proinflammatorischen Seneszenz-assoziierten Sekretionsphänotypen (SASP)[9][10] stören, einschließlich:
  1. Glukokortikoide als potente Suppressoren ausgewählter Komponenten des SASP[11].
  2. Statine wie Simvastatin, die die Expression von proinflammatorischen Zytokinen (IL-6, IL-8 und MCP-1) reduzieren können.[12]
  3. JAK1/2-Hemmer wie Ruxolitinib[13][14].
  4. NF-κB und p38-Hemmer.[15]
  5. IL-1α-Blocker.
  6. mitochondriale Abbaumechanismen bei gestörter Mitophagie[16].
- Senolytika – kleine Moleküle, die spezifisch den Zelltod in alternden Zellen induzieren.[17][18] Sie zielen auf Überlebensmechanismen der Zellen, insbesondere auf anti-apoptotische Mechanismen.
- Senomorphics – kleine Moleküle, die seneszente Zelleigenschaften unterdrücken, ohne die Zelle abzutöten.[19]
- Gentherapie – Veränderung der Geninformation in Zellen eines Organismus, um deren Widerstandsfähigkeit gegen Alterung, Alterskrankheiten zu erhöhen und das Leben des Organismus zu verlängern, beispielsweise durch Telomerase-Gentherapie, welche eine Telomerverlängerung an den Chromosomen der Zellen bewirkt.[4][20]